# Готьє V де Брієнн
Готьє де Брієнн (фр. Gautier V de Brienne; 1275/1278– 15 березня 1311) — 6-й герцог Афінський в 1308—1311 роках (як Готьє I), граф Лечче (як Готьє II), граф Брієнн (як Готьє V).

## Життєпис

### Молоді роки
Походив з шампанського шляхетського роду де Брієнн. Син Гуго де Брієнна, графа Лечче, та Ізабели (доньки Гі I, герцога Афінського). Народився між 1275 і 1278 роками в родинному замку. Мати померла 1279 року. Перша письмова згадка про нього відноситься до 1287 року, коли його батько потрапив в арагонський полон на Сицилії. Готьє вимушен був як заручник перебувати в замку Агости на Сицилії, доки Гуго де Брієнн не сплатив викупу.
1291 року батько одружився з регенткою Афінського герцогства Оленою Ангеліною Комніною. Після загибелі батька в 1296 році Готьє успадкував графство Брієнн в Шампані та графство Лечче і Конверсано в Неаполітанському королівстві. Також Готьє успадкував претензії батька на Кіпрське королівство. 
Тривалий час мешкав при неаполітанському дворі. Під орудою Роберта Калабрійського брав участь у війні проти Фредеріка II, короля Сицилії. Проте в 1300 році потрапив у полон, де пробув до підписання Кальтабеллотського договору 1302 року. 1303 року прибув до Франції, де одружився з представницею знатного роду де Шатійон.

### Герцогування
1308 року після смерті стриєчного брата — Гі II, герцога Афінського, прибув до Афін, де на загальних зборах баронів був визнаний новим володарем. За цим відбив напад Каталонської компанії (загону найманців), що знову вдерлася в межі герцогства.
Невдовзі на Фессалію, де мав свої інтереси де Брієнн, після оголошення Іоанна II Дуки повнолітнім, стали претендувати епірський деспот Іоанн II і візантійський імператор Андронік II, володіння якого (деспотат Містра) погрожували з півдня.
У 1310 році Готьє найняв Каталонську компанію, яка вийшла з-під влади візантійців. За допомогою каталонців герцогу Афінському вдалося витіснити візантійців і епіріотів. За цим найманців звільнили, але відмовився повністю (борг був за 4 місяці) сплатити за службу. Зберіг на службі 200 вершників і 300 альмогаварів (легкоозброєних піших солдатів), яким пообіцяв платню та феоди, а інших звільнив. Це спричинило повстання звільнених в числа Каталонської компанії, до яких приєдналося 500 зі служби герцога. Тоді Готьє найняв нові загони на Евбеї та в Ахейському князівстві. 15 березня 1311 року на річці Кефісса в Беотії Готьє де Брієнн ззанав поразки від найманців й сам загинув.
За цим Каталонська компанія на чолі із Роже Деслором захопила Афінське герцогство. Спочатку вони запропонували трон Боніфацію да Вероні, але той відмовився. Тоді вибір впав на Манфреда, сина Федеріка II, короля Сицилії.
В свою чергу дружина де Брієнна втекла до Аргосу на Пелопоннесі, де оголосила свого сина Готьє VI новим Афінським герцогом, але той був таким лише за титулом.

## Родина
Дружина — Жанна, донька Гоше V де Шатійона, графа Порсіан
Діти:
- Готьє (1302—1356)
- Ізабелла (д/н—1360), дружина графа Готьє III де Енгієна